# Mont-de-l'Enclus
Mont-de-l'Enclus (en neerlandès Kluisberg) és un municipi belga de la província d'Hainaut a la regió valona, fronterer amb Flandes.

## Geografia
Sections de la commune :
- I. Orroir
- II. Amougies
- III. Russeignies
- IV. Anserœul

Localitats limítrofes :

Mont-de-l'Enclus i les seves seccions.

- a. Wattripont (Frasnes-lez-Anvaing)
- b. Arc-Ainières (Frasnes-lez-Anvaing)
- c. Velaines (Celles)
- d. Celles (Celles)
- e. Escanaffles (Celles)
- f. Avelgem (Avelgem)
- g. Ruien (Kluisbergen)
- h. Kwaremont (Kluisbergen)
- i. Ronse